# Kapverdenrohrsänger

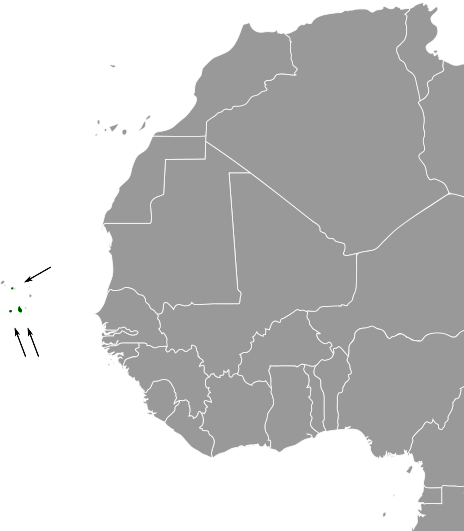
Verbreitungsgebiet mit Pfeilen markiert

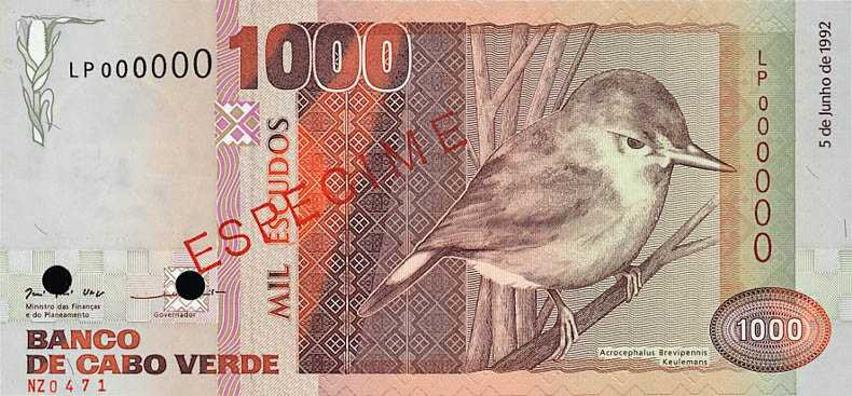
Der Kapverdenrohrsänger (Acrocephalus brevipennis) war auf einer 1000-CVE-Banknote abgebildet, die zwischen 1992 und 2005 im Umlauf war.

Der Kapverdenrohrsänger (Acrocephalus brevipennis) ist ein Singvogel aus der Gattung der  Rohrsänger (Acrocephalus) und der Familie der Rohrsängerartigen (Acrocephalidae).
Der Vogel kommt auf den Kapverdischen Inseln auf Santiago, São Nicolau und Fogo vor.
Der Lebensraum umfasst reich bewachsene, nicht zu trockene Täler, auch Kulturflächen wie Zuckerrohr- und Bananenplantagen, als Brutgebiet werden ungestörte, mit Pfahlrohr bewachsene Flächen in Talböden oder Hängen, auch in Maniok-, Orangen- oder Kaffeebüschen, sowie in Gärten, gerne in der Nähe fließenden Wassers bis 500, auf Fogo bis 950 m Höhe genutzt.
Das Artepitheton kommt von lateinisch brevis ‚kurz‘ und lateinisch penna ‚Feder (Flügel)‘.

## Merkmale
Die Art ist 13–14 cm groß und wiegt zwischen 15 und 17 g. Sie ist mittelgroß, hat einen langen geraden Schnabel und ziemlich langen Schwanz. Der Überaugenstreif ist kurz, dünn und grau. Die Oberseite ist graubraun, der Kopf etwas blasser, der Rücken oliv überhaucht, der Rumpf rötlich.  Die Flugfedern sind oliv bis graubraun berandet, der Schwanz ist braun mit grauweißer Unterseite. Kinn, Kehle und  Unterseite sind leicht gelblich mit hellbrauner Flanke. Die Schwanzunterdecken sind gelbbraun, die Iris dunkelbraun, der Schnabel oben hornfarben bis braun, der Unterschnabel gelblich bis orangefarben. Die Beine sind schiefergrau. Die Geschlechter unterscheiden sich nicht. Jungvögel sind gelber auf der Unterseite und weisen weniger Braun an den Flanken auf.
Die Art ist monotypisch.

## Stimme
Der Gesang wird als flüssig, sprudeln mit typischen Trillern ohne harsche Laute „weet weet wee del-weedel rikikikikiki-weet weet“ beschrieben.

## Lebensweise

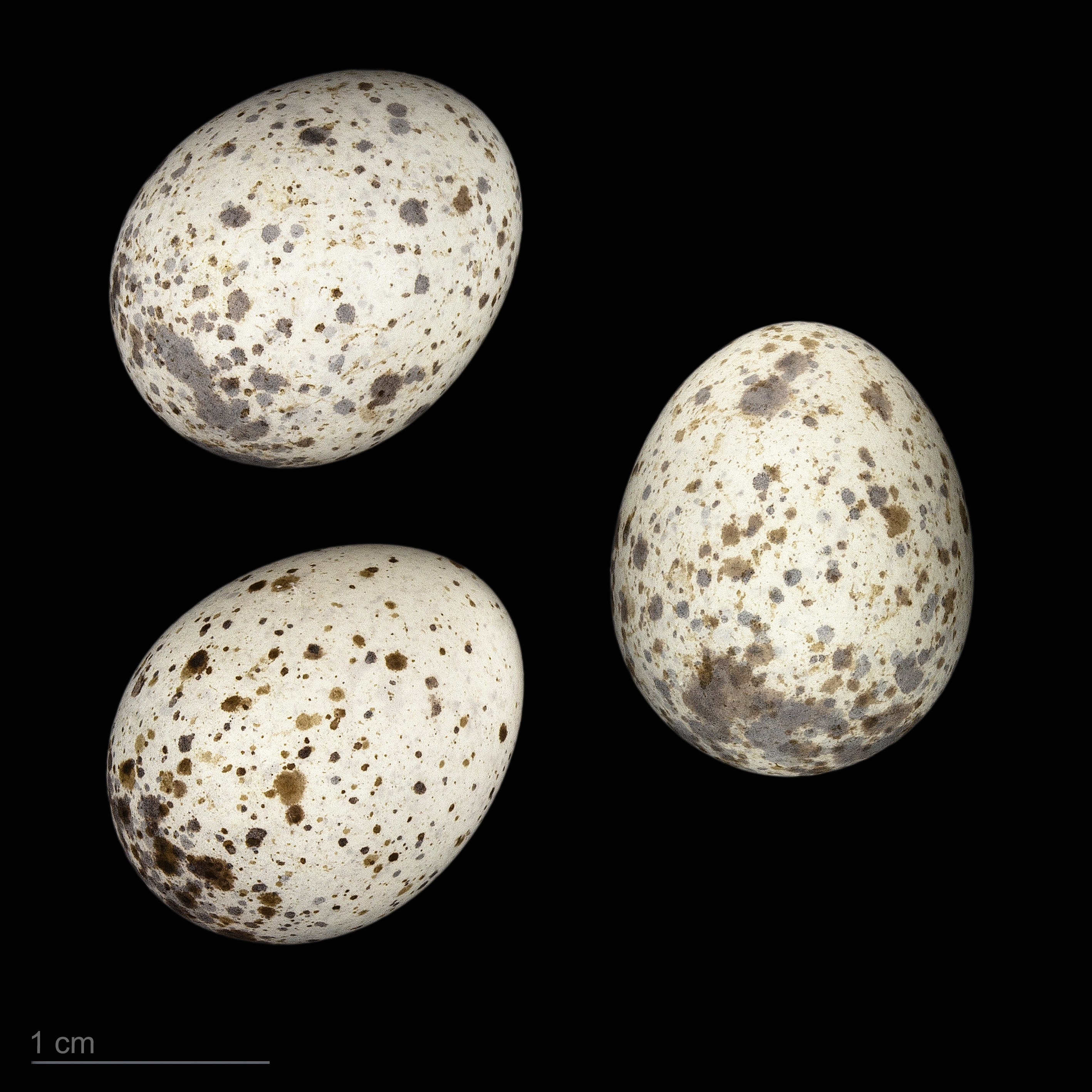
Acrocephalus brevipennis, Sammlung Museum von Toulouse

Die Nahrung besteht aus Insekten, aber auch Früchten, die in den Wipfeln kleiner Bäume, seltener in niedrigerer Vegetation gesucht werden.
Die Brutzeit liegt zwischen Februar und März sowie nach dem Sommerregen zwischen Juni und November.
Das Nest wird ½ bis 5 m über dem Wasserspiegel oder dem Erdboden zwischen feste Stängel oder an Zweige gehängt. Das Gelege besteht aus 2–3 Eiern. Brutgeschäft und Fütterung erfolgt durch beide Elternvögel.

## Gefährdungssituation und Bestand
Die Art wird wegen des kleinen Verbreitungsgebietes von etwa 13.300 km² und des kleinen, vermutlich abnehmenden Bestands von 1500 bis 2000 adulten Individuen in der Roten Liste der IUCN als gefährdet (Vulnerable) eingestuft. Als Bedrohungen werden Habitatverlust durch Dürren und daraus resultierenden Waldbränden, Krankheiten und Erbeutung durch Fressfeinde wie beispielsweise Falken, Krähen oder Ratten, aber auch Nachstellung durch den Menschen genannt.